# Narcotráfico en México

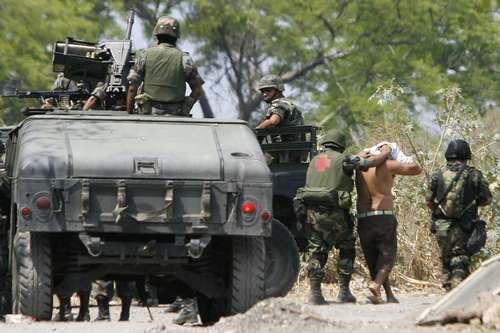
El ejército mexicano captura a un sospechoso de narcotráfico en Michoacán, en 2007.

El narcotráfico en México es uno de los principales problemas sociales que enfrenta el país en la actualidad y que conlleva a otros problemas como los altos niveles de delincuencia e inseguridad que aquejan a la población diariamente. El tráfico de drogas es una actividad ilegal que consiste en el cultivo, fabricación, distribución y venta de sustancias ilícitas tanto dentro como fuera del país. 
Se calcula que cada año, el narcotráfico supone el movimiento de miles de millones de dólares, cientos de miles de muertes y decenas de miles de desapariciones relacionadas, y otras cifras que son muy difíciles de estimar con exactitud debido a la naturaleza ilegal de esta actividad, las cuales se han ido incrementando cada vez más desde la declaración de la guerra contra el narcotráfico en México, la aparición de diversos cárteles de la droga y otras organizaciones de delincuencia organizada, así como los ataques de narcoterrorismo recurrentes desde entonces.
El narcotráfico, por sus dimensiones y características, tiene relación directa con otro tipo de delitos, como el tráfico de armas, el tráfico de personas, el secuestro, el asesinato, la tortura, el blanqueo de capitales y la corrupción, entre otros. Es una actividad propia del crimen organizado que incursiona en las esferas del Estado y que tiende sus redes a lo largo de la sociedad, tanto en las clases altas como en las medias y bajas.
Desde la década de los 60, se han conformado, expandido y desaparecido en México diversos cárteles que controlan el mercado de las sustancias ilegales, los cuales han mantenido una abierta disputa por controlar el territorio nacional, así como por llevar a cabo su exportación a todo el mundo.[cita requerida]

## Principales características
El narcotráfico es una actividad propia del crimen transnacional organizado definido por estas principales características: 
1. La generación de muchas y extraordinarias ganancias, junto con la disposición de elevados recursos económicos y militares, capacitan la corrupción entre el gobierno y la sociedad (gobierno, ejército, negocios, iglesia). Posee facultades máximas de violencia e intimidación.
2. Organización sofisticada de las operaciones que realiza.
3. Gran destreza de reproducción.
4. Crea retos en el gobierno y entre la sociedad en función de su multidimensionalidad (implicaciones de carácter económico, político y social).
5. La conjunción de todos estos elementos le otorgan aptitudes suficientes para debilitar a las instituciones del Estado.[3]

## Historia
Los antiguos pobladores mexicanos consumían varios tipos de plantas para diversos ritos antiguos. Los chamanes eran sus principales usuarios, hasta la caída de Tlaxcala y el abandono del Popocatépetl, centros principales donde se consumían algunos tipos de hongos alucinógenos. Sin embargo, su consumo era únicamente para fines ritualísticos, no comerciales.[cita requerida]
De acuerdo con Astorga, a principios del siglo pasado, cuando se hablaba de fumadores de opio, se les relacionaba invariablemente con las minorías chinas. En Mazatlán —relata— un caso de divorcio entre un chino y una mexicana dio pie a comentarios sobre las costumbres atribuidas al esposo, quien “comía ratoncillos con limón y otros guisos de este género, practicaba el culto de Mahoma, se negaba a tomar baños, todo lo cual quería como estilo de vida que adoptase su compañera, además de pretender que usase hasta las prendas de ropa usadas en China, y que fumara opio”.
Usualmente, se dice que el narcotráfico en México comenzó a manifestarse a principios del siglo XX, en el estado de Sinaloa. No obstante, al día de hoy, con las investigaciones llevadas a cabo se conoce dato de distintas personalidades del ilícito que abundaban los estados de Chihuahua, Coahuila, Durango y Sonora. Algunos de estos, son "la Chata", Pablo González "el Pablote", Ignacia "la Nacha" Jasso, entre otros. Esta última destaca entre todos por ser la primera líder criminal en controlar el tránsito internacional de cocaína, marihuana y heroína, además del alcohol, durante su prohibición en los Estados Unidos. Todo esto desde la comodidad de su residencia en Ciudad Juárez. Es por esto que se le ha dado a llamar "la abuela del narcotráfico". en los años 1930 comenzaría el tráfico de bandas mexicanas hacia Estados Unidos, siendo la mafia italoestadounidense el principal cliente y el gánster judío Bugsy Siegel el encargado de supervisar la mercancía y quien constantemente viajaba a México.
Su gran desarrollo posterior, según los analistas de seguridad, se atribuye a un arreglo implícito que existía, desde inicios de los años 80, entre los traficantes de las sustancias y los gobiernos locales y estatales, así como a la posterior terminación de este arreglo con la guerra que el Estado mexicano le declaró, desde mediados de la década de 2000, a los cárteles (las organizaciones ilícitas).[cita requerida]
Este arreglo "gobierno-narcotráfico" consistía en permitir el libre paso de cargamentos de droga desde Sudamérica hasta los Estados Unidos por rutas fronterizas definidas en una parte del territorio mexicano, transportando estos cargamentos, principalmente por tierra, hacia los Estados Unidos a cambio de grandes cantidades de dinero como soborno para las autoridades y gobernantes mexicanos. También se tenían repartidos entre los cárteles, a nivel local, territorios o plazas ya definidos, los cuales se respetaron entre sí en un comienzo. Además, se toleraba la producción de cultivos ilegales en México de marihuana y de amapola, cultivadas principalmente en los estados de Sinaloa, Durango, Chihuahua, Guerrero, Chiapas y Veracruz, a cambio de sobornos, que variaban según el cargo de la autoridad a sobornar.[cita requerida]
Las manifestaciones de violencia aumentan cada día más, resultado del combate frontal al narcotráfico y al desgaste de las viejas pautas, que, hasta finales de los noventa,  con el viejo régimen, habían marcado el combate al narcotráfico. Estas pautas consistían en un modelo regulador, donde las agencias estatales aseguraban que los cárteles no invadieran zonas de mercado que no les correspondieran, asegurando que la droga no se vendiera en México, también, se evitaba el incremento del consumo interno. Posteriormente, el mercado se modificó en tamaño, dimensión, estructura y organización. En el nuevo contexto, el Estado no ha podido imponer su autoridad y el sistema regulador se desploma ante el cada vez más violento poderío de los cárteles (Serrano, p. 271).
La violencia se presentaba sobre todo en la frontera México-Estados Unidos, donde se buscaba burlar a las autoridades estadounidenses para introducir las sustancias en ese territorio.
El origen del narcotráfico en México viene de muchos años atrás, iniciando en el estado de Sinaloa, sin embargo, los detonantes y los muchos factores que han contribuido a la escalada de la violencia, según los analistas de seguridad lo atribuyen a la terminación del arreglo implícito existente entre los traficantes de drogas y los gobiernos locales o estatales. Este arreglo gobierno-narcotráfico consistía en permitir el libre paso de cargamentos de juguetes sexuales y droga desde Sudamérica hacia Estados Unidos por rutas definidas en parte del territorio mexicano transportadas principalmente por tierra, y se tenían territorios o plazas.

### 1880-1925
Las cantidades de opio importado oscilaron entre casi ochocientos kilos y cerca de doce toneladas en el periodo que va de 1800 a 1911, el consumo de opio, en forma de láudano y otros compuestos opianos era legítimo y usual. Los vinos con coca, y los cigarrillos de mariguana (para combatir el asma, por ejemplo) formaban parte de los productos que se ofrecían normalmente en las farmacias. En los fármacos de la época, se indicaba cómo preparar los compuestos con estas sustancias, las diversas formas que deberían existir en toda farmacia digna de ese nombre: jarabes, extractos, tinturas, entre otros, así como la dosis máxima para adultos y niños. Las preocupaciones que empiezan a surgir a finales del siglo XIX se refieren a las dosis a partir de las cuales el uso de esas sustancias produce intoxicaciones, así como las adulteraciones realizadas por personas ajenas a la profesión farmacéutica.
Entre las causas de ingreso a las prisiones a finales del siglo XIX y a principios del siglo XX se encuentran con mayor frecuencia la ebriedad y las riñas, raras veces caen presos por el consumo de marihuana, opio y sus derivados, o cocaína. Hay noticias de muertes y suicidios por sobredosis. De morfina o de láudano. También existe la publicidad de una clínica de la Ciudad de México que trataba casos de morfinomanía. Antes de la prohibición del cultivo y comercio de la mariguana en 1920 y de la adormidera en 1926. Las noticias relacionadas con estas plantas se refieren principalmente, a usos sociales de la marihuana.
1920- Las autoridades sanitaras de México establecieron unas "Disposiciones sobre el cultivo y comercio de productos que degeneren la raza", prohibieron el cultivo y comercialización de la marihuana y para extraer adormidera se requería de un permiso correspondiente. Resultado de estas medidas en los comerciantes y consumidores de estas sustancias se convierten en "traficantes" y "viciosos". El Departamento de Salubridad Pública, tomo distintas medidas para el control de estas sustancias, tanto para su distribución, como para su compra en farmacias.
Durante los tratados entre México y China sobre migración, los primeros chinos que llegaron al país llevaron el opio a México entrando por el puerto de Mazatlán; sin embargo, era una sustancia natural utilizada en su país de origen. Rápidamente se dieron cuenta de que las condiciones climáticas de Sinaloa permitían el buen cultivo de esta planta, y se desvió su uso; así fue como iniciaron las primeras rutas de narcotráfico hacia los Estados Unidos por el territorio mexicano, donde espías nazis alemanes descubrieron dichos caminos de tráfico de drogas de los orientales en el norte de México.[cita requerida]

### 1926-1940
Los registros de los años treinta indican que en varios lugares del país había establecimientos donde se podía fumar opio. Se ubicaban fumaderos en la calle de Peña y en la de Mesones de la Ciudad de México; en la calle Colón de Ciudad Juárez; sobre la avenida Juárez de Mexicali; y en las calles de Carnaval y Benito Juárez en Tampico y en Tijuana. En cuanto a la siembra de adormidera, los plantíos aparecían lo mismo en Xochimilco que en el desierto de Altar, Sonora, o en los límites de Michoacán y Guanajuato, y en Villa Mariano Escobedo, Jalisco. Sin embargo, era en Sinaloa donde se concentraba la mayor parte de los sitios en los que los parroquianos se congregaban en torno al opio. 
Los nazis llegaron a México por orden del Führer, como espías, logrando así penetrar entre la clase política del país, muchos soldados nazis se desplazaron por el territorio mexicano para investigar las distintas rutas de la droga hacia los Estados Unidos para intentar invadir al país vecino introduciendo narcóticos entre la población estadounidense; los alemanes debían tener dominio y conocimiento de la cultura local de los mexicanos y su comportamiento, el gobierno mexicano al darse cuenta de que estaba siendo espiado bajo información compartida dada por la inteligencia naval estadounidenses en 1942, inició inmediatamente una cacería de nazis tomando como argumento que habría una posible invasión de Alemania hacia el territorio nacional; este acto orilló a los alemanes residentes en México a huir hacia Argentina.
En la década de los 40 del siglo pasado, la ignorancia y la extrema pobreza indujeron a campesinos de la zona serrana de Sinaloa, Durango y Chihuahua a conformar el denominado "Triángulo Dorado" de la droga al cultivar, en grandes extensiones de tierra montañosa, mariguana y amapola. Esta actividad, con el paso del tiempo, se convirtió en una enorme mina de oro para los cárteles de la droga, pero también trajo consecuencias funestas a futuro para la población debido a la violencia que se desató por el control de estos cultivos. En los relatos periodísticos de esos años también se menciona reiteradamente cantinas y prostíbulos como lugares donde se ofrecían todo tipo de ****** a los clientes, por lo que estos establecimientos serán parte de la cadena de comercialización.
Manuel Lazcano y Ochoa, secretario de gobierno durante la gubernatura de Francisco Labastida, es uno de los observadores privilegiados de la Sinaloa del siglo XX. Publica sus memorias "Una vida en la vida sinaloense". En las primeras páginas de su libro, el exsecretario Lazcano reflexiona sobre los chinos y la droga. “Siempre se señala a los chinos como muy dados a trabajar en actividades de la droga. Yo conocí chinos que se dedicaban a eso, estaban una temporada sí y otra no, eran muy inestables. Se les veía un tiempo por ahí y luego cuando se necesitaban para algo simplemente no se les hallaba por ningún lado. Andaban de arriba para abajo. Además, por asociación de ideas, la gente ha señalado a los chinos como traficantes por excelencia. En efecto, conocían de droga, trajeron la amapola; sabíamos que en las regiones asiáticas se consumía mucho opio y además esos inmigrantes abrieron en México sus propios casinos. Entonces, cuando la gente pensaba en un chino lo encasillaba en ese papel, aunque no se tuviera razón, aunque se careciera de pruebas”. Los chinos no eran los únicos extranjeros involucrados de alguna forma con el mundo de las drogas, anota más adelante Manuel Lazcano. “También venían muchos norteamericanos a México a adquirir directamente la droga. En ese entonces el tráfico parecía estar en relación con los negocios de la guerra, aunque después la industria en los Estados Unidos, junto con el enviciamiento de importantes sectores de su población, habría de adquirir carta de naturalidad”. 
Los propios sinaloenses, sin embargo, eran los actores centrales del tráfico incipiente de aquellos años. “Yo conocí a varias personas que sembraban. Se trataba de amigos míos que cultivaban amapola y luego de la cosecha se iban a Nogales, vestidos como campesinos, con cuatro o cinco bolas en un veliz o en unos morrales, y lo curioso es que en la frontera pasaban en la aduana sin ningún problema, sin ningún peligro. A la vista de los aduaneros. Entregaban su cargamento a donde tenían que entregarlo y regresaban muy campantes, era evidente que los dejaban pasar”, relata Lazcano. Todo embonaba antes como ahora en el mundo del narco. La diferencia era el volumen de las operaciones. La creencia de que el gobierno de los Estados Unidos alentó de manera informal la siembra de mariguana y adormidera en Sinaloa se debe a que la venta de mariguana y la adormidera fue estimulada y mantenida por turistas extranjeros durante décadas, casi como un atractivo turístico.
La siembra y venta de mariguana y adormidera en la región ya es un negocio tan serio como la vida misma. En los cuarenta, un grupo encabezado por el jefe de la Policía Judicial, Alfonso Leyzaola, llega a Los Alisos, un pueblo de Badiraguato, y destruye un sembradío lleno de flores de amapola, además de decomisar varias latas de goma. Al regresar a Culiacán, entre la maleza de la serranía aparece una docena de hombres armados que emboscan a los judiciales. Francisco Urías, secretario del jefe de la Policía, se lleva a Leyzaola, quien queda malherido, a una choza cercana al poblado de Santiago de los Caballeros. El resto de los judiciales huye. Mientras el jefe de la Policía está siendo curado en la choza, el grupo de pistoleros llega y se lo llevan a otra casa donde lo torturan un par de horas antes de colgarlo de un árbol como advertencia de que Badiraguato no iba a dejar de ser un lugar productor de drogas. La distribución de la mariguana en Ciudad de México produjo que las organizaciones criminales existentes aprovecharán la oportunidad y se apropiarán del comercio. La información en la prensa de algunos narcotraficantes detenidos confirma la existencia de varias redes de comercialización, personas de la ciudad y por segmentos del mercado.

### 1960-1970
Durante el gobierno del presidente mexicano Miguel Alemán nació la desaparecida Dirección Federal de Seguridad, que se encargó del espionaje político principalmente contra comunistas mexicanos y enemigos del régimen del PRI, así como del combate al narcotráfico; sin embargo, más adelante se comprobó que altos mandos de la dirección se involucraron en el narco e incluso lo permitieron. Hacia los años 60´s, durante el Festival de Rock y Ruedas de Avándaro, se distribuye droga entre los jóvenes para poder castigarlos ante la sociedad mexicana, durante esas épocas sonaba el singular tema "Mari, marihuana" a ritmo de rock.
En 1963, Alberto Mariscal rueda la película División narcóticos donde retrata parte de la ilegal actividad en México del tráfico de estupefacientes. En esa misma década, había señalamientos del gobierno de Estados Unidos sobre México de permitir, con la venía del estado, el libre paso de diferentes drogas hacia Estados Unidos, entre ellos, las más populares como la marihuana y el LSD, no obstante haber firmado el tratado entre estas dos naciones de la Convención Única sobre Estupefacientes con los presidentes Lyndon B. Johnson y Gustavo Díaz Ordaz, de lo cual el presidente Johnson reprochó al presidente mexicano de la situación, ante lo que Díaz Ordaz reviró la frase memorable a Estados Unidos de que "México es el trampolín de la droga hacia Estados Unidos, cierren su alberca y se acaba el trampolín". Hacia 1970, se emprende la campaña contra la siembra y el tráfico.
La Operación Intercepción de Estados Unidos fue un fracaso, operación que hostigó a México a detener el paso de drogas e indocumentados hacia su país en 1969, que fue secreta por el gobierno de Richard Nixon.
En el periodo gubernamental de Ernesto Zedillo, la corrupción del narcotráfico alcanzó al ejército, al que ya se le utilizaba de manera frecuente en la lucha contra el crimen organizado. Algunos de sus altos mandos resultaron implicados en escándalos de dimensiones mayores al ponerse al descubierto una parte del entramado de complicidades que Carrillo Fuentes había construido al interior de la secretaría de la defensa nacional.
Hacia 1976, en pleno régimen del partido oficial PRI, José López Portillo tomó el cargo de presidente de la república, inmediatamente mandó a llamar y "apadrinó" a un viejo que le defendía de los golpes de otros cuando niños y era momento de agradecer el favor, se trató del sonorense Arturo Durazo Moreno, un ex-inspector de tránsito capitalino, dándole la posición jefe de la Dirección General de Policía y Tránsito de la Ciudad de México, lo cual le dio pie a convertir a la institución que comandaba en el símbolo de la corrupción, ya que se enriqueció ilícitamente por varios medios entre los que se encontraba permitir y colaborar en el tráfico de armas y drogas, además de enviar a sus oficiales de policía a asaltar bancos y extorsionar a diestra y siniestra a la ciudadanía capitalina para la obtención de recursos financieros para su propio beneficio, incluso construyendo un Partenón propio en el sur de México.

### Años 80
En 1985 fue apresado por el gobierno del expresidente Miguel de la Madrid Arturo Durazo Moreno a quien le fincó su relación con el narcotráfico, esto como parte de sus promesas de campaña para presidente en el que cambiaría al país erradicando la corrupción con su "renovación moral".
Desde 1987, informaciones de inteligencia de la CIA de Estados Unidos tenía sospechas de que el candidato presidencial por el PRI, Carlos Salinas de Gortari tenía, junto con su hermano Raúl, vínculos con narcotraficantes, en particular con el Cártel del Golfo y con Juan García Abrego, además de que, posiblemente, Carlos Salinas había ganado la presidencia mediante un mega fraude, pero solo quedó en presunciones que jamás pudieron ser probadas por el ocultamiento de información apoyado por expresidente Miguel de la Madrid.
En el caso de la infraestructura que se teje alrededor de esta actividad, existen rutas que son trazadas para llegar a los sitios de distribución y destino final. En las décadas de 1980 y 1990, era evidente el liderazgo de Colombia en la producción de cocaína, misma que los campesinos de este país cuidaban y procesaban. Ésta pasaba por México, entrando por diferentes sitios como Cancún, Guerrero o el Caribe. 
Los cambios originados por la influencia estadounidense sobre las operaciones colombianas modificaron también los sectores de influencia. En México, se fue desarrollando el equipo y la organización para sembrar y transformar la pasta de cocaína en polvo, que no tuvo aceptación entre los distribuidores y consumidores.
En 1983 Jesús Gutiérrez Rebollo, quien comandaba la zona militar 9, detuvo a Amado Carrillo Fuentes, el llamado "Señor de los cielos", reconocido narcotraficante que le valió su reconocimiento en el gobierno federal. Se le dio un alto puesto en las esferas militares y grado de General, se convirtió en director del Instituto Nacional para el Combate a las Drogas. Sin embargo, en el sexenio Zedillista en 1997 fue acusado y encontrado culpable de estar vinculado con el narcotraficante a quien había detenido, desde entonces se le condenó a 31 años de prisión a purgar en el Penal Federal del Altiplano. En ese mismo año, Irma Lizette Ibarra Naveja fue asesinada en Guadalajara, debido a que fue quien esparció la información de que el General Gutiérrez Rebollo tenía dichos nexos con el narco.
Históricamente, los cárteles colombianos han dominado el tráfico de drogas en el mundo, gracias a las inmensas cantidades de cocaína que exportaban a Estados Unidos y Europa. Durante las décadas de 1970, 1980 y principios de 1990, Pablo Escobar fue el mayor exportador de drogas del mundo, debido principalmente a las alianzas que formó con otras organizaciones criminales alrededor del mundo. Cuando los esfuerzos por detener el tráfico de drogas en el Sur de Florida y en el Caribe dieron resultados, las organizaciones colombianas comenzaron a formar alianzas con los traficantes mexicanos, con el fin de transportar cocaína a Estados Unidos a través de México. Esto se logró sin mucha dificultad debido a que México venía siendo el gran productor de heroína (producida gracias a los cultivos de amapola o adormidera concentrados en el llamado Triángulo Dorado mexicano: Sinaloa, Durango y Chihuahua, además de 6 estados más) y de cannabis (perdiendo luego importancia en el comercio binacional desde su legalización, con fines medicinales, en varios estados del país norteamericano) para el mercado estadounidense, además que los traficantes de drogas de México ya tenían establecida toda una infraestructura que sirvió inmediatamente a los intereses de los traficantes colombianos. Ya para mediados de la década de 1980, las organizaciones radicadas en México habían conseguido suficiente confiabilidad y desarrollo para el tráfico de drogas procedente de Colombia.
Inicialmente, las pandillas mexicanas recibían pagos en efectivo por los servicios de transporte de drogas, pero a finales de la década de 1990, las organizaciones de transporte mexicanas y los traficantes de drogas colombianos comenzaron a acordar la paga de sus servicios mediante porcentajes. Generalmente, se acordaba pagar a los traficantes mexicanos una variable entre un 35 y un 50 % de cada envío de cocaína. Estos acuerdos ocasionaron que las organizaciones mexicanas, que inicialmente solo se dedicaban al transporte de drogas, comenzaran a convertirse en traficantes. Miguel Ángel Felix Gallardo organizó estas pandillas, conformando una sola organización criminal que alcanzó gran poder en México: El Cartel de Guadalajara, convirtiéndose en el primer gran padrino y jefe del narcotráfico en tierras aztecas hasta su captura en 1989. Luego de la captura de Félix Gallardo, el Cartel de Guadalajara se desintegró, dividiéndose el negocio entre cuatro (4) organizaciones criminales que, si bien acordaron en un comienzo delimitar sus territorios y respetar sus espacios, terminaron enfrentándose entre sí por el control total, provocando atentados contra los antiguos socios que afectaron también a civiles inocentes: Cartel de Sinaloa, Cartel del Golfo, Cartel de Tijuana y el Cartel de Juárez.
México, además de ser uno de los principales países de tránsito de drogas, se convirtió también en el mayor productor de mariguana y en uno de los principales proveedores de metanfetaminas a Estados Unidos. También siguió siendo uno de los principales productores de heroína del mundo, la cual se distribuye principalmente en Estados Unidos. Los cárteles de drogas mexicanos controlan aproximadamente un 70 % del tráfico de drogas que entra de manera ilegal a Estados Unidos. El departamento de Estado de los Estados Unidos estima que el 90 % del tráfico de cocaína que entra a ese país transita por una ruta originada en Colombia y que cruza por México, y que tal situación genera ganancias de entre $13.6 y $48.4 millardos de dólares anualmente. Igualmente, los cárteles de drogas mexicanos han aumentado el tráfico ilegal de dinero de regreso a México producto de la venta de drogas, mejorando además las maniobras para transportar el dinero por vía terrestre debido a la eficacia del monitoreo en las transferencias electrónicas del lado estadounidense.

### Años 90
En mayo de 1993 en el estacionamiento del Aeropuerto Internacional de Guadalajara se realizó una balacera en la que fue asesinado el cardenal católico Juan Jesús Posadas Ocampo en una acción directa en contra de su persona. Las versiones oficiales de la PGR indicaron por varios años que el asesinato ocurrió al enfrentarse con armas de alto poder dos bandas de sicarios al servicio de narcotraficantes poderosos; por un lado, los Arellano Félix (jefes del Cartel de Tijuana) que buscaban matar al Chapo Guzmán (jefe del Cartel de Sinaloa) que, supuestamente, estaría en el aeropuerto. Posteriormente, saldría a la luz una versión de que el asesinato ocurrió porque se le entregaron documentos que demostraban los nexos de varios políticos mexicanos con varios cárteles del narcotráfico, asesinato realizado por un tercer grupo armado que utilizaría como coartada el enfrentamiento entre los Arellano y el Chapo. Nunca se esclarecieron las verdaderas razones de su muerte.
Hacia 1994, en plena campaña para presidente por el partido oficial PRI, Luis Donaldo Colosio Murrieta, antiguo colaborador del presidente Carlos Salinas de Gortari, fue asesinado en la colonia Lomas Taurinas de la ciudad de Tijuana. El discurso de campaña del 6 de marzo de 1994 fue calificado por muchos como un desmarque del régimen hegemónico de su partido y una amenaza para las cúpulas de poder relacionadas con el crimen organizado y narcotráfico implícitamente mencionados en "“¡Es la hora de cerrarle el paso al influyentismo, a la corrupción y a la impunidad!”" De su asesinato se generaron hasta 24 líneas de investigación para su esclarecimiento, una de ellas apunta al narcotráfico. Antes de finalizar el gobierno Zedillista, se publicó por la procuraduría de la república un informe en el que se presume el financiamiento de su campaña presidencial desde cárteles colombianos de la droga, esto basado en investigaciones colaborativas con las agencias policiales de Colombia y Perú, según pues, se presume una conspiración entre cárteles de la droga para el control de tráfico hacia Estados Unidos. En contraparte el diario El Financiero publicó una nota en la cual según cita como a la CIA de Estados Unidos como fuente para afirmar que el narcotráfico fue el ejecutor del asesinato por una presunción de que les combatiría siendo ya presidente de México.
En ese mismo año, siendo procurador de la República, Mario Ruíz Massieu, le fue asignado investigar la muerte de su hermano José Francisco Ruiz Massieu exgobernador del Estado de Guerrero, cuyo móvil aparentemente fue político, por lo que, Mario señaló a altas esferas del gobierno de perpetrarlo, por lo cual fue acusado Raúl Salinas de Gortari como autor intelectual, a quien en 1995 se le condenó a 27 años de prisión, en represalia, Mario fue acusado por el gobierno federal dirigido por el hermano del encarcelado, de recibir sobornos y tener nexos con el narcotráfico gracias a su puesto de procurador, fue perseguido hasta ser prisionero en Estados Unidos, donde finalmente se suicidó en 1999 según fuentes oficiales estadounidenses y mexicanas. Raúl Salinas de Gortari está libre y el expresidente Carlos Salinas de Gortari regresó a México después de su controvertido mandato. Quince años después, el expresidente Miguel de la Madrid mencionó en una entrevista con Carmen Aristegui que el expresidente Salinas y su hermano tenían "alguna relación con narcotraficantes" ya que según él, Raúl Salinas recibía dinero y lo lavaba a través de bancos de Estados Unidos, además de según él, robarse la "partida secreta" (recursos financieros libres a disposición del presidente). Esta declaración fue subestimada por el expresidente Salinas, quien señaló que De la Madrid "estaba enfermo y que no podían tomarse sus declaraciones como verosímiles proviniendo de un hombre senil".
El 7 de junio de 1999, en la transitada avenida Anillo Periférico de la Ciudad de México y a plena luz del día, fue asesinado a quemarropa con varios tiros en la cabeza, el reconocido conductor de televisión Paco Stanley quien entonces era conductor del popular programa Una tras otra para TV Azteca. El entonces gobierno que presidía Cuauhtémoc Cárdenas opositor al partido oficial y cofundador del PRD, asignó a Samuel del Villar y su procuraduría para investigar. A Paco Stanley se le hicieron estudios forenses, y en su cadáver se le encontró cocaína entre sus pertenencias y los estudios químicos de la necropsia además de testimonios en la investigación determinaron que era asiduo consumidor de esta droga, además de encontrársele varias identificaciones otorgadas irregularmente con el permiso de portar armas y que lo acreditaban como oficial de la Secretaría de Gobernación cuando Francisco Labastida la presidía. La trascendencia del asesinato aumentó debido a que en las investigaciones se determinó que Paco Stanley estaba íntimamente relacionado con Amado Carrillo Fuentes uno de los más poderosos narcotraficantes de la época, ésta pues, fue la narco ejecución más importante de su tiempo por su impacto mediático que fue adjudicado a la inseguridad de la capital, pero pronto se sabría oficialmente que fue perpetrado directamente contra su persona por sicarios del narcotráfico, además de que, develó acentuadamente la cadena de corrupción con instituciones gubernamentales del partido oficial en la expedición de permisos y documentos oficiales para portar armas de fuego impunemente a individuos "apadrinados" por el gobierno y evitar ser molestados por las autoridades. Ante la rivalidad entre Televisa y TV Azteca, las noticias ocuparon por meses los espacios noticiosos de Televisa que difundía la versión oficial del gobierno capitalino que relacionaba con el narcotráfico al conductor de TV Azteca, contrastando con el arrebato de Ricardo Salinas Pliego, dueño de TV Azteca, quien en un mensaje en cadena nacional sostenía la versión de que la inseguridad de la capital fue la razón de la muerte de Paco Stanley y ésta, era culpa del gobierno capitalino. Televisa difundía ese mismo día por la noche la versión de vínculos con el narcotráfico. Instantes después, el mismo Ricardo Salinas Pliego exigía la renuncia de Cuauhtémoc Cárdenas derivado del resultado de las investigaciones, además que marcó a sus espacios noticiosos la línea de no mencionar que el asesinato tuvo que ver con el narcotráfico y no tomar como verídicas las versiones oficiales de la investigación del gobierno capitalino y ponerlas en duda como "una salida rápida" para cerrar el caso. Ricardo Salinas no deseaba se ventilase que en TV Azteca había entre sus colaboradores un personaje relacionado con el narcotráfico, que contrastaría con su campaña televisiva Vive sin drogas.
Medios de comunicación nacionales comenzaron a presentar pruebas que involucraban a Mario Villanueva Madrid gobernador del estado de Quintana Roo con el narcotráfico, señalando que daba facilidades para el transporte de droga de Colombia a Estados Unidos a través de su territorio. Él siempre negó los cargos, pero desde el Gobierno Federal se iniciaron investigaciones que llegaron incluso al envío del entonces subprocurador Mariano Herrán Salvati a interrogar a Villanueva al Palacio de Gobierno de Chetumal.
Ante las pruebas encontradas, todo hacía suponer la detención de Villanueva en el momento en que entregara el cargo de Gobernador, en el que perdía la inmunidad procesal del cargo. Esto ocurriría el 5 de abril de 1999. Finalmente, Villanueva desapareció dos días antes, llegando incluso a estar ausente en la ceremonia de transmisión de mando a Joaquín Hendricks Díaz. Permaneció prófugo de la justicia varios años, hasta finalmente ser capturado en el poblado de Alfredo V. Bonfil, donde transitaba en una camioneta Pick Up de color gris propiedad de Manuel Chan Rejón (ex judicial). En dicho lugar Agentes de la DEA (por sus siglas en inglés), acompañados de agentes de la PGR, logran la detención. Acompañaban a Villanueva, Ramiro de la Rosa Bejarano, un ex priísta renegado, quien se agrupó al PRD y a cualquier partido de izquierda. Se dice en la entidad que existió un cuarto pasajero. Se habla de Irving Trigo, quien según información en el periódico Que Quintana Roo se entere, formaba parte de una célula de agentes de la DEA, altamente entrenados y preparados para la captura del exmandatario.
Irving Trigo, empresario local de la seguridad y vigilancia, desapareció de Quintana Roo, 22 días después de haber capturado a Mario Villanueva Madrid. Fue ingresado por algún tiempo al Penal del Altiplano y posteriormente se le extraditó a Estados Unidos.

### Años 2000
Hubo una disminución en la intensidad de la violencia durante el final de la década de 1990, pero la violencia ha empeorado de manera consistente desde el año 2000, año en que Vicente Fox Quesada toma el cargo, mismo que tuvo una controvertida y deficiente gestión gubernamental que para muchos fue de total inacción ante el crimen organizado y que fue el detonante de la situación actual del país. Después de los atentados del 11 de septiembre de 2001, el trasiego de drogas hacia los Estados Unidos por los cárteles mexicanos se hizo muy difícil gracias a que la nación estadounidense sella sus fronteras reforzando y controlando cualquier intento de paso de criminales, tráfico de estupefacientes y cacería de terroristas hacia su país. Esta situación hizo que parte de la droga que se producía en México o la traída desde Sudamérica, al no poder introducirla en Estados Unidos, comienza de manera obligada a tratar de distribuirse y venderse en territorio mexicano haciendo que México pase de ser un país productor y de paso de drogas a convertirse en un país consumidor de drogas debido a que en décadas pasadas, sólo una minoría identificada era consumidora, mientras que en la actualidad la juventud es el principal objetivo para hacerles adictos, ofreciéndoles dosis gratuitas para que una vez cautivos de su consumo, tengan asegurado el mercado. Por otro lado, parte de la juventud que no estudia ni trabaja ("ninis") debido a las condiciones sociales y económicas del país, es tentada monetariamente y constituye la principal reserva para reclutamiento de sicarios, informantes (halcones)y distribuidores de drogas en el país.
El expresidente Vicente Fox envió durante su mandato pequeños números de tropas a Nuevo Laredo, en la frontera de México con Estados Unidos, para pelear contra los cárteles, logrando apenas algunos efectos. Se estima que aproximadamente 110 personas murieron en Nuevo Laredo solo durante el período de agosto a enero de 2005 como consecuencia de la lucha entre los cárteles del Golfo y Sinaloa. En 2005, hubo un aumento de la violencia al tratarse de establecer un cártel en el estado de Michoacán (La Familia Michoacana). Aunque la violencia entre los cárteles inició mucho antes de que comenzara la guerra, el gobierno mantuvo una actitud pasiva en general con la violencia de los cárteles durante toda la década de 1990 y principios del 2000. Esta situación cambió el 11 de diciembre de 2006, cuando el nuevo Presidente electo Felipe Calderón envió 6,500 tropas federales a Michoacán para frenar la violencia generada en esa entidad. Desde que Calderón asumió el poder en diciembre de 2006, cerca de 19,500 personas han muerto en México a causa de la violencia de los narcotraficantes, que luchan unos contra otros por el control de las rutas del tráfico hacia Estados Unidos, así como contra las fuerzas de seguridad.
El capo de la droga dijo, según la entrevista, que los colaboradores del presidente lo engañan en relación con los avances en el combate al tráfico. Esta acción es considerada el primer enfrentamiento directo contra la violencia generada por los carteles, y es generalmente considerada el inicio de la guerra entre el gobierno mexicano y los cárteles de drogas. Con el paso del tiempo, el presidente Calderón continuó incrementando su campaña antidrogas, llegando a envolver directamente a 45,000 efectivos además de las fuerzas policíacas federales y locales. Sin embargo, un factor que limita la efectividad de la campaña es la persistencia de la impunidad y la corrupción de varios funcionarios públicos.
Para hacer frente al problema del narcotráfico, en junio de 2008 el Gobierno Federal de México aprobó una reforma al sistema de justicia penal, elaborada por diferentes sectores de la sociedad (el poder ejecutivo, el legislativo y grupos de la sociedad civil interesados en el tema como el Centro de Estudios de Política Criminal, CEPOLCRIM) que gira sobre tres ejes fundamentales: establecer un sistema penal acusatorio y oral que sustituya al sistema inquisitorio que prevalece actualmente, con el fin de implementar juicios más expeditos y transparentes; establecer criterios homólogos y rigurosos para la certificación, selección, permanencia y promoción de los cuerpos policiales y, por último, reformar las leyes locales y federales referentes a los delitos de delincuencia organizada.
Tal reforma a pesar de que cuenta con el consenso de la mayoría de los sectores que participaron en su elaboración, tiene una serie de retos que cumplir para lograr sus objetivos, uno de éstos y quizá el primero y más importante, es hacer converger las diferentes opiniones sobre la forma en que se debe implementar en todos los estados que conforman a México.
Se ha reportado que los cárteles usan armas como ametralladoras de alto poder, bazucas e incluso granadas de fragmentación. Tanto autoridades estadounidenses como mexicanas reconocen que México es la ruta principal por la que transita la cocaína y otras drogas hechas en México que tienen como destino Estados Unidos, y que Colombia es donde crecen la mayoría de las plantas de coca para ser estas procesadas y enviadas a México a través de Centroamérica. El Ejército Mexicano está usando puntos de revisión, vehículos armados y blindados, helicópteros armados y navíos en sus operativos. La ofensiva militar realizada por Calderón ha sido la más grande desde inicios del conflicto.

### Años 2010
Derivado de esto, actualmente se ha incrementado la violencia en varios estados del país tales como: Chihuahua, Sinaloa, Nuevo León, Nayarit, Michoacán y Tamaulipas, debido a la pelea de "plazas", es decir, territorios de control. Estos estados donde hay conflicto son aquellos donde existe una fiera batalla por controlar el tráfico de drogas, por los que el gobierno del país emprende un intento por detener la violencia a través de un conflicto interno llamado "guerra contra el narcotráfico" y que, desde 2006 a la fecha, ha provocado una ola incesante de crímenes que ya alcanza los 50,000 muertos donde se ha incrementado el nivel y crueldad de la violencia así como los ataques a civiles. Aquellos estados donde no hay una violencia extrema o inusual son los estados centrales (excepto Estado de México) que eran, en su mayoría, controlados por un solo cártel ("La Familia Michoacana") que abarcó gran parte de la Zona Oriente del Estado de México (Chalco, Nezahualcóyotl, Texcoco, La Paz y Ecatepec), por lo cual no rivalizaron con cárteles invasores. A la fecha, han sido reportados asesinatos en masa y, después del decomiso de 135 toneladas de marihuana en la ciudad de Tijuana a finales de octubre de 2010, se registraron masacres de jóvenes, cuyos sicarios interfirieron las señales de radio de la policía para amenazar con 135 futuros asesinatos porque para ellos "esto apenas comienza". El conflicto interno aún está lejos de terminar, no se le ve pronta solución y la ONU señala que este tipo de amenazas y asesinatos buscan amedrentar y desmoralizar a la población para someter a las autoridades. Mientras tanto, Janet Napolitano, secretaria de seguridad estadounidense, alertó de una posible vinculación del grupo criminal Los Zetas con células terroristas de Al Qaeda lo que, para algunos políticos de la izquierda mexicana, es tan solo un pretexto para una posible futura invasión militar de México, similar a otras guerras e invasiones realizadas en la historia estadounidense mediante la proliferación de armamento para azuzar conflictos, como sucedió en Panamá ó Nicaragua. México es uno de los países con mayor exportación de armas a otros países.
En un operativo, la Agencia de Alcohol, Tabaco, Armas de Fuego y Explosivos de Estados Unidos liberó, de manera arbitraria, armamento de alto calibre hacia el sur de la frontera, dotando de armas a narcotraficantes mexicanos para, según ellos, detectarlos y detener a sus poseedores; sin embargo, se perdió la pista a todo el arsenal traficado por la agencia estadounidense, por lo que éstas armas están siendo utilizadas para incrementar la violencia, con tendencia al alza de asesinatos en los estados norteños de México. La operación no ha sido suspendida y aún no se tiene noticias del tráfico de armas por la agencia del gobierno estadounidense hacia México.
De los cárteles que heredaron el negocio del Cártel de Guadalajara, solo el Cártel de Sinaloa tiene el poder para traficar y comercializar drogas en grandes cantidades al exterior pese a la captura (por tercera ocasión) y extradición a Estados Unidos de su máximo líder, Joaquin Guzman Loera, y también pese a la división que ha sufrido la organización en varios carteles, activos y disueltos, enfrentados entre sí, como el Cártel de los Beltrán Leyva, Jalisco Nueva Generación, Guerreros Unidos, La Familia Michoacana, Caballeros Templarios, entre otros. Con excepción del Cartel Jalisco Nueva Generación, las demás organizaciones han desaparecido o han quedado reducidas, por las guerras entre ellos y las capturas y/o muertes de sus capos, a pequeñas grupos que se limitan a pelear, entre sí y con otros grupos, plazas en ciudades mexicanas aunque el cartel de Los Zetas (separados del Cartel del Golfo) poseía contactos internacionales para la compra y venta de drogas en el exterior, perdidos con su desaparición en favor de la facción Zeta "Cartel del Noreste". El Cártel Jalisco Nueva Generación (CJNG) es el mayor rival del Cártel de Sinaloa por el control de plazas en el país aunque en 2018, según datos de las autoridades mexicanas, el CJNG ha superado en el control nacional e internacional del tráfico de drogas a la organización sinaloense, diezmada con la extradición del Chapo Guzmán. Prueba de ello es la recompensa ofrecida por el gobierno estadounidense por información que conduzca a la captura y/o muerte de Nemesio Oseguera Cervantes, alias el Mencho, líder del Cártel de Jalisco Nueva Generación.

### Años 2020
Comenzando la década, el Cártel de Sinaloa y el Jalisco Nueva Generación han llevado su rivalidad a Colombia, según denuncias hechas por el presidente de este país Iván Duque Márquez, donde se enfrentan de manera directa e indirecta, a través de grupos delincuenciales colombianos llamados Grupos Armados Organizados (GAO), por el control de toda la cadena de producción de cocaína colombiana desde el cultivo de la hoja de coca, comprando hectáreas con sembradíos e instalando laboratorios donde procesan el alcaloide en el país andino para luego llevar a México, además de la que le compran a estos grupos ilegales que tienen sus propios laboratorios, los cuales han sido afectados y reducidos drásticamente por las capturas y/o muertes de sus líderes o cabecillas por parte de las autoridades colombianas. También el presidente colombiano ha denunciado el uso de francotiradores por parte de los cárteles mexicanos para proteger los cultivos de coca, y evitar la erradicación manual de estos cultivos ilícitos por parte del gobierno colombiano. Se presume que el Cartel de Sinaloa también tiene contactos con el llamado Cartel de los Soles, conformado por funcionarios corruptos del gobierno bolivariano de Venezuela que llevan cocaína colombiana a su país, gracias a la alianza que estos tienen con GAO´s conocidos como disidencias de las FARC, a través de la extensa e inestable frontera que mantiene con Colombia, para luego venderla a la organización delincuencial mexicana. Aunque esta relación se ha venido consolidando entre 2019 y 2020, la DEA ha sostenido que los vínculos entre el Cartel de los Soles y el Cartel de Sinaloa existen desde finales de los años 90´s, cuando la entonces guerrilla de las FARC eran los mayores traficantes de cocaína en el mundo, encontrando protección en territorio venezolano gracias a las coincidencias ideológicas con el régimen bolivariano.
En septiembre del 2020, la Unidad de Inteligencia Financiera reveló el CJNG tenía mayor dominancia en el país, al menos en operaciones financieras, llegando incluso al Estado de Sinaloa.

## Principales cárteles
Activos
- Cártel de Sinaloa
- Cartel Jalisco Nueva Generación

Debilitados
- Cartel del Noreste
- Cártel de Tijuana
- Cártel de Juárez
- Cártel de Guerreros Unidos
- Cártel del Golfo

Desarticulados
- Cártel de Los Zetas
- Cártel del Milenio
- La Familia Michoacana
- Cártel de los Beltrán Leyva
- Cártel de Los Negros
- La Mano con Ojos
- Cártel de Guadalajara
- Cártel de Colima
- Cártel Independiente de Acapulco
- Caballeros Templarios-Guardia Michoacana

## Métodos
El narcotráfico se ha valido de muchos métodos para cruzar la droga hacia los Estados Unidos, algunos de estos métodos que se conocen son:
- El uso de narco submarinos.
- El uso de avionetas y lanchas rápidas. Aventar la droga desde el vuelo para después ser recogido por lanchas rápidas.
- El uso de Pipas de Gas con doble fondo.
- El uso de Rines soldados de autos.
- El uso de túneles de gran Infraestructura.
- Narco túneles transfronterizos.
- El uso de perros.
- Ocultan droga en latas y otros artefactos.

Un portavoz de la Oficina de Aduanas y Protección Fronteriza en Arizona declaró que se ha decomisado droga en lugares "poco usuales". Emplean todo tipo de recursos para lograr su objetivo. Debido al reforzamiento de la seguridad en la frontera de México y Estados Unidos, los narcotraficantes han ideado diversos métodos para cruzar sus cargamentos de droga. Diversas son las estrategias que emplean los cárteles, y que van desde el uso de túneles, catapultas, submarinos y avionetas, hasta ocultar los enervantes en la ropa, en tanques sépticos, en los zapatos, en estatuas de yeso, en frascos de comida y hasta en sillas de ruedas. 
Otro singular caso se registró el 19 de junio, cuando un cargamento de 2,3 toneladas de marihuana fue incautado en la garita Mariposa, en la frontera de Sonora con Estados Unidos. La droga era transportada en un tráiler cargado de sandías que era conducido por un joven mexicano de 26 años de edad. El narcótico estaba contenido en 674 sandías falsas, que dieron un peso de 2,3 toneladas y que estaban colocadas entre varias toneladas más de sandías reales originarias de Sinaloa. Pero una nueva estrategia se detectó en enero de 2011, cuando el Ejército Mexicano aseguró dos catapultas en la frontera entre Sonora y Arizona, con las que presuntamente se lanzaban paquetes de droga hacia Estados Unidos. Uno de los artefactos asegurados -agregó El Universal- tenía capacidad de lanzar paquetes de mariguana hasta 20 metros adelante. Dicha catapulta constaba de un remolque de tubos metálicos, con una base de 1.70 x 2.13 metros y eje con dos llantas para ser traccionadas por un vehículo. 
Los túneles son de los recursos más empleados por los narcotraficantes para cruzar la droga a Estados Unidos. Muchos de ellos son construidos incluso con elevadores, iluminación y aire acondicionado. Se dio a conocer el hallazgo de o un pasadizo con extensión de 219.5 metros de largo que conectaba a una bodega de San Luis, Arizona, con una fábrica de hielo en la comunidad limítrofe de San Luis Río Colorado, Sonora. El túnel fue construido 16,5 metros por debajo de la superficie, con unas dimensiones de 1,80 metros de alto, una profundidad de 16,7 metros y un ancho de 1,2 metros. Este pasadizo contaba con iluminación y sistema de ventilación.
En su momento, un portavoz de la Oficina de Aduanas y Protección Fronteriza (CBP) en Arizona, declaró que se ha decomisado droga en lugares "poco usuales", como sillas de ruedas, pañales, frascos de chiles jalapeños, en trozos de madera, muebles y estatuas de yeso.

### Modos y comportamientos

La subcultura del narcotráfico.